# Nagyludas
Nagyludas (románul Ludoș, németül Großlodges) falu Romániában, Szeben megyében, az azonos nevű község központja. Szerdahelytől északkeletre 12 kilométerre fekszik.

## Története
Első említése 1330-ból  maradt fenn Ludas néven. További névváltozatai: Lwdas (1382), Lwdasz (1481), Ludes (1532). Gótikus csarnoktemploma a 14. században épült. A templom szentélye 1764-ben még állt, 1865-ben a szentély fedélzete is beszakadt. A szász lakosság többsége már a 17. század végén elhagyta a falut, miután több tűzvész keletkezett, amelyeket a korabeli források a román lakosok számlájára írtak.

## Lakossága
1850-ben a község 2734 lakosából 2378 román, 7 magyar, 286 német és 63 roma volt. 1992-re a 930 lakos nemzetiségi összetétele a következőképpen alakult: 797 román, 1 magyar, 69 német és 63 roma.

## Híres emberek
- Itt született Octavian Smigelschi festő (1866–1912).
- Itt született Vasile Glodariu (1832–1899), a bitolai aromán gimnázium alapítója.[5]
- Itt született Ilie Micu zeneszerző (1916–1973).
- Itt született Ghiță Pop drámaíró és publicista (1864-1915).